# James Bree
James Patrick Bree  (ur. 11 grudnia 1997 w Wakefield) – angielski piłkarz występujący na pozycji obrońcy w Aston Villi.